# 石牛
石牛，位于中国河北省沧州市桑园镇，为沧州市吴桥县的一个省级文物保护单位，类型为石刻，公布时间为1982年7月23日。
石牛的历史年代为明代。